# 전망 좋은 차 - 맛있는 섹스
"전망 좋은 차 - 맛있는 섹스"는 한국에서 제작된 이세일 감독의 2012년 멜로/로맨스 영화이다. 강세미 등이 주연으로 출연하였다.

## 출연

### 주연
- 강세미
- 윤보리
- 조진우